# Hugo Velosa
Hugo José Teixeira Velosa (Madeira, 18 de abril de 1948) é um advogado e político português, militante do Partido Social Democrata (PPD/PSD). Foi deputado à Assembleia da República, eleito nas listas do PPD/PSD pelo círculo da Madeira, da VII à XII legislatura, entre 1995 e 2015.
Profissionalmente, foi ainda professor universitário e dirigente de empresas farmacêuticas. A nível associativo, foi presidente da direção da Casa da Madeira em Lisboa e dirigente da Liga Portuguesa de Futebol Profissional e da Federação Portuguesa de Futebol. Enquanto deputado, pertenceu às comissões parlamentares de Economia, Finanças e Plano e de Assuntos Constitucionais, Direitos, Liberdades e Garantias.